# Xingcan (köpinghuvudort i Kina, Jilin Sheng, lat 42,48, long 127,22)
Xingcan är en köpinghuvudort i Kina. Den ligger i provinsen Jilin, i den nordöstra delen av landet, omkring 230 kilometer sydost om provinshuvudstaden Changchun. Antalet invånare är 13 411. Befolkningen består av 6 514 kvinnor och 6 897 män. Barn under 15 år utgör 14,0 %, vuxna 15-64 år 76 %, och äldre över 65 år 8,0 %.
Runt Xingcan är det ganska glesbefolkat, med 48 invånare per kvadratkilometer. Närmaste större samhälle är Wanliang, 7,6 km sydost om Xingcan. Omgivningarna runt Xingcan är en mosaik av jordbruksmark och naturlig växtlighet.
Genomsnittlig årsnederbörd är 1 146 millimeter. Den regnigaste månaden är juli, med i genomsnitt 285 mm nederbörd, och den torraste är januari, med 12 mm nederbörd.